# Бурмістров Юрій Васильович
Юрій Васильович Бурмістров (рос. Юрий Васильевич Бурмистров; 24 жовтня 1934—1956) — рядовий Радянської Армії, учасник придушення Угорської революції 1956 року, Герой Радянського Союзу (1956).

## Біографія
Юрій Бурмістров народився у лютому 1934 року у селі Рамзай Мокшанського району Пензенської області у робітничій сім'ї. Закінчив сім класів школи, потім школу фабрично-заводського учнівства у Пензі, після чого працював слюсарем на заводі «Електроавтомат». У серпні 1953 року був призваний на службу у Радянську Армію Тернівським районним військовим комісаріатом Пензенської області. Проходив службу у складі особливого корпусу радянських військ на території Угорської Народної Республіки, був лінійним наглядачем 5-го гвардійського механізованого полку 2-ї гвардійської механізованої дивізії. Відзначився під час придушення Угорської революції.
24 жовтня 1956 року Бурмістров охороняв вузол зв'язку у Будапешті. У той день вузол зазнав нападу угорських повстанців. Бурмістров відбивав атаки противника кулеметним вогнем. Незабаром він опинився відрізаним від своїх товаришів по службі. Коли повстанці впритул наблизилися до Бурмістрова, він підірвав себе та їх гранатою. Похований на кладовищі Керепеші у Будапешті.
Указом Президії Верховного Ради СРСР від 18 грудня 1956 року за «мужність та відвагу, проявлені при виконанні військового обов'язку» гвардії рядовий Юрій Бурмістров посмертно був удостоєний високого звання Героя Радянського Союзу. Також був нагороджений орденом Леніна. Бурмістров був навічно зарахований у списки особового складу мотострілецького полку. На його честь названа вулиця у Пензі.